# Genadijus
Genadijus ist ein litauischer männlicher Vorname, abgeleitet von Gennadij.

## Personen
- Genadijus Konopliovas (1945–1997), russischstämmiger Bankier und sowjetlitauischer Politiker und Manager
- Genadijus Mikšys (* 1956),  Politiker, Bürgermeister von Šiauliai.